# Gesellschaft zu Pfistern

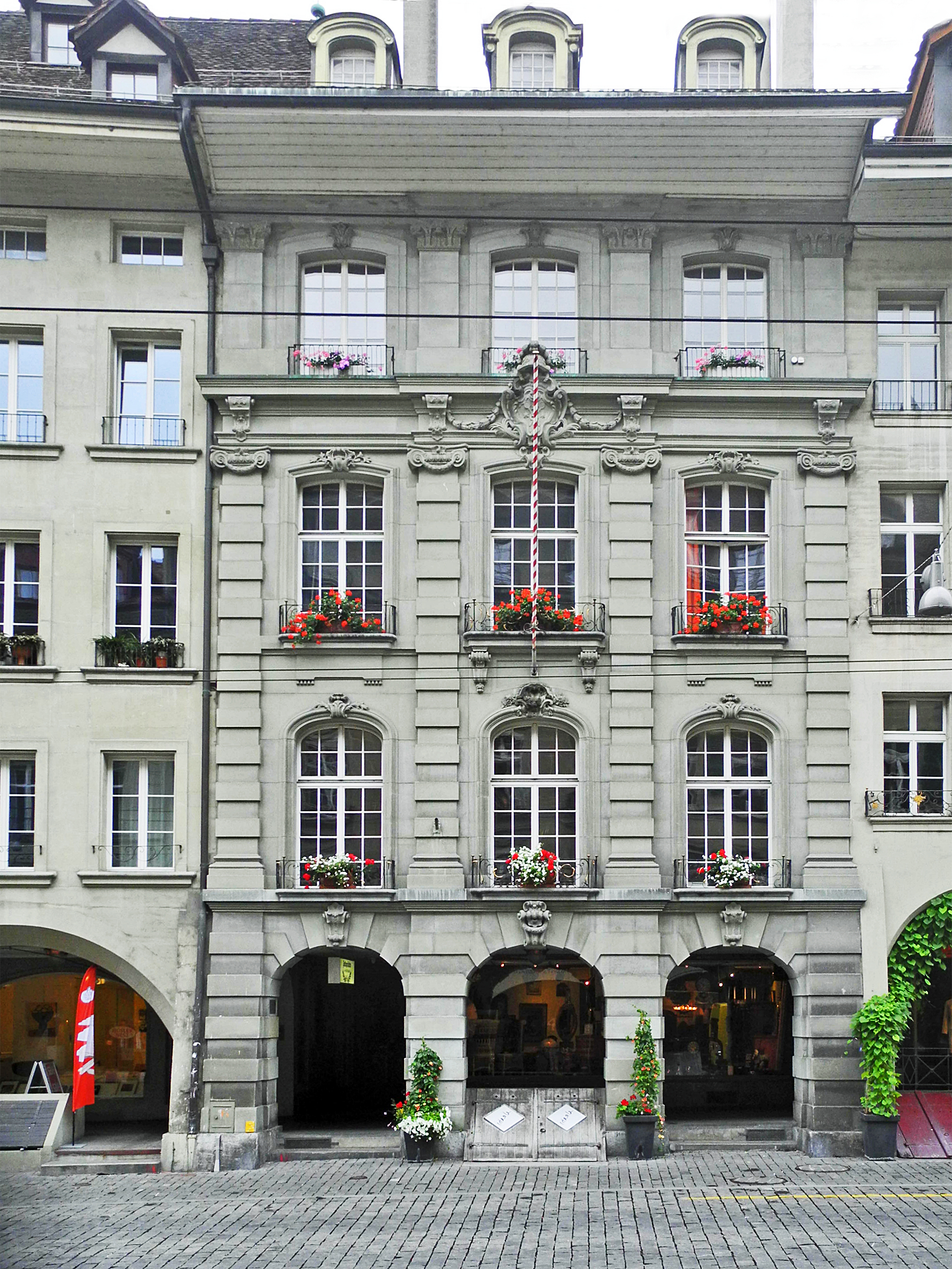
Gesellschaftshaus zu Pfistern in Bern, Kramgasse

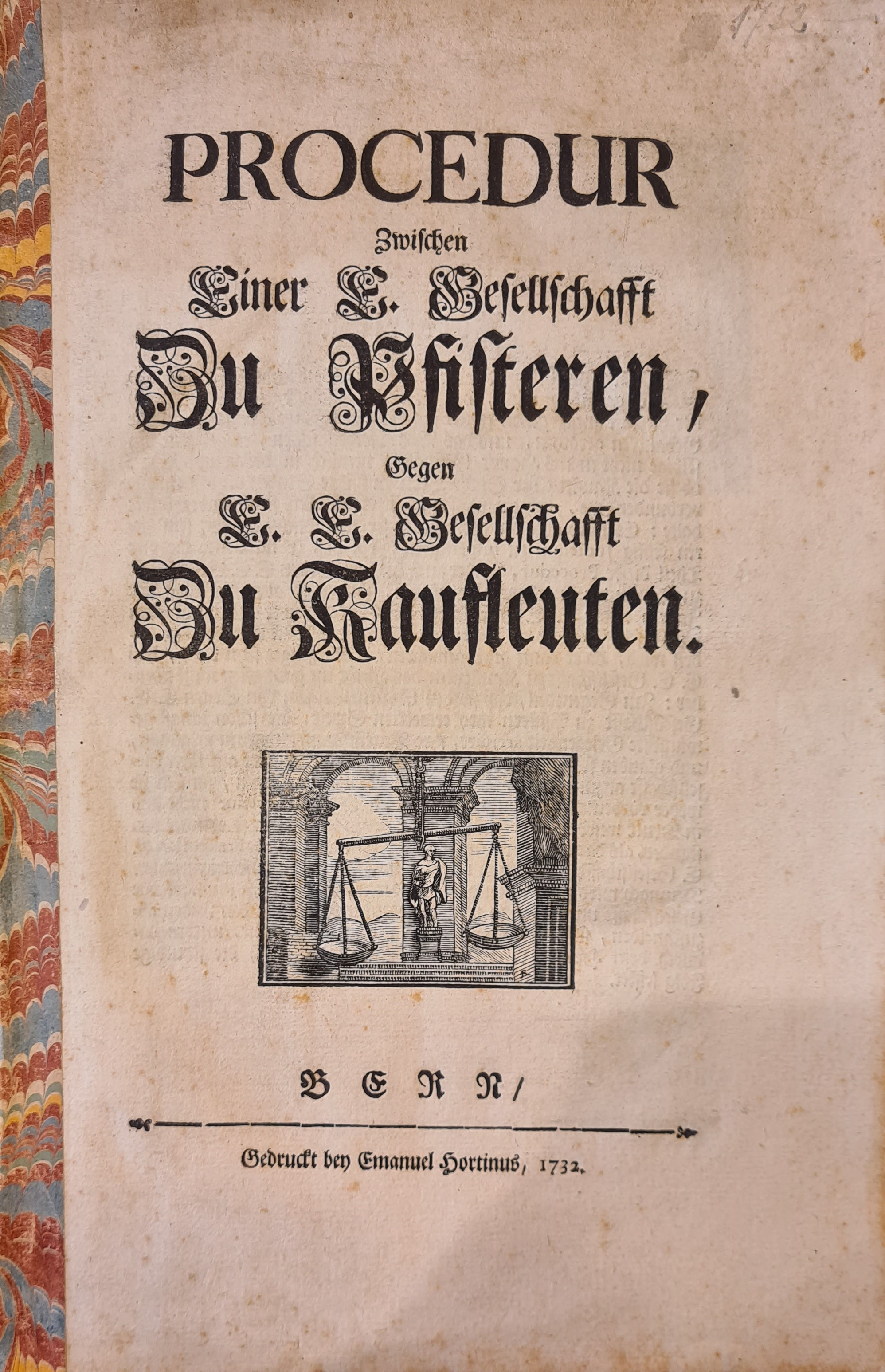
Die berufsbedingte Aufnahme in eine Gesellschaft wurde 1692 vom bernischen Rat beschlossen, führte jedoch mehrfach zu Streitigkeiten wie die Verweigerung der Aufnahme des Tuchhändlers Emanuel Hübner durch die Gesellschaft zu Kaufleuten. Titelblatt der gedruckten Prozessakten (1732)

Die Gesellschaft zu Pfistern ist eine der 13 Gesellschaften und Zünfte in der Stadt Bern und durch die Verfassung des Kantons Bern garantierte öffentlich-rechtliche Körperschaft. Sie ist eine burgerliche Korporation im Sinn der bernischen Gemeindegesetzgebung und untersteht der Aufsicht der kantonalen Behörden. Als Personalkörperschaft hat sie kein eigenes Territorium und ist steuerpflichtig. Sie umfasst alle Burgerinnen und Burger von Bern, die das Gesellschaftsrecht zu Pfistern besitzen.

## Geschichte
Die Gesellschaft zu Pfistern (lat. pistor) erscheint in den Quellen erstmals im 14. Jahrhundert und umfasste die Bäcker und Müller. Damals gab es eine Stube zu Niederpfistern und eine zu Oberpfistern (nach der Lage in der Stadt). Ab dem 15. Jahrhundert musste einer der vier Venner Berns Stubengeselle zu Pfistern sein. Die aufstrebenden Geschlechter der Vennergesellschaften Pfistern, Schmieden, Metzgern und Gerwern hatten damit ein politisches Vorrecht. Zahlreiche Familien widmeten sich zunehmend der Politik und bildeten in der Neuzeit das Berner Patriziat. Dies erklärt die hohe Anzahl regierender Familien auf Pfistern.

## Personen
Nicht abschliessende Liste mit Angehörigen der Gesellschaft zu Pfistern, über welche ein deutschsprachiger Wikipedia-Artikel existiert.
- Anton Archer († 1505), Magistrat und Heerführer
- Thomas Schöni († nach 1501), Magistrat und Söldnerführer
- Hans Jakob von Wattenwyl (1506–1560), Herr zu Münchenwiler, Schultheiss von Bern
- Johann von Wattenwyl (1541–1604), Schultheiss von Bern
- Abraham von Graffenried, Schultheiss von Bern
- Anton von Graffenried (I.), Herr zu Muhlern, Schultheiss von Bern
- Anton von Graffenried (II.), Schultheiss von Bern
- Samuel Tribolet, Landvogt zu Trachselwald
- Abraham Tillier (1634–1704), Welschseckelmeister
- Emanuel von Graffenried, Herr zu Bellerive und Vallamand, Schultheiss von Bern
- Niklaus Tscheer (1671–1748), Pietist und Schriftsteller
- Karl Emanuel von Wattenwyl, Freiherr zu Belp, Schultheiss von Bern
- Niklaus Emanuel Tscharner, Magistrat und Agronom
- Vincenz Bernhard Tscharner, Literat und Historiker
- Marc Charles Frédéric de Sacconay, Offizier und Magistrat
- Julie Bondeli, Salonière
- Johann Friedrich von Ryhiner, Venner und Kartensammler
- Samuel Anton Frank, Ebenist
- François Rodolphe de Weiss, Schriftsteller, Politiker und Offizier
- Christian Fueter, Medailleur, Münzmeister und Politiker
- Carl Durheim, Lithograph und Photograph
- Niklaus Rudolf von Wattenwyl, Schultheiss von Bern
- Johann David Wyss, Pfarrer und Schriftsteller
- Johann Rudolf Wyss, Professor
- Johann Emanuel Wyss, Maler
- Eduard Fueter senior, Historiker
- Eduard Fueter junior, Frontist und Historiker
- Emanuel Eduard Fueter, Arzt
- Anna von Wattenwyl, Salutistin
- Rudolf von Tavel (1866–1934), Schriftsteller
- Ludwig S. von Tscharner (1879–1917), Jurist und Historiker
- Otto Meyer-Amden (1885–1933), Maler
- Max Fueter (1898–1983), Bildhauer
- Willy Fueter (1909–1962), Schauspieler
- Heinrich Fueter (1911–1979), Filmproduzent
- Georges Thormann (1912–2000), Frontist und Präsident der Burgergemeinde Bern
- Toulo de Graffenried (1914–2007), Formel-1-Rennfahrer
- Anne-Marie Blanc (1919–2009), Schauspielerin
- Charles von Graffenried (1925–2012), Unternehmer
- Benedikt von Tscharner (1937–2019), Diplomat und Publizist
- Peter-Christian Fueter (* 1941), Filmproduzent
- Lorenz Meyer (* 1948), Bundesgerichtspräsident
- Patrick Frey (* 1949), Autor, Verleger, Kabarettist und Schauspieler
- Michael von Graffenried (* 1957), Photograph
- Alec von Graffenried (* 1962), Fürsprecher, Altregierungsstatthalter, ehemaliger Stadtpräsident von Bern
- Michael Aebersold (* 1962), Gemeinderat von Bern
- Moussia von Wattenwyl (* 1971), Lehrerin, Grossrätin
- Dani von Wattenwyl (* 1972), Moderator
- Ariane von Graffenried (* 1978), Schriftstellerin, Theaterwissenschaftlerin